# Barbara Edwards
Marianne Gravatte Karen Velez
Barbara Edwards est une mannequin et modèle de charme américaine. Elle est tout d'abord connue comme ‘’Playmate of the Month’’ du magazine Playboy en septembre 1983 et elle est ensuite choisie comme Playmate of the Year (1984).

## Biographie
Barbara est d'une famille de quatre sœurs, filles d'un lieutenant-colonel des Marines. Née au Nouveau-Mexique, elle a vécu dans sa jeunesse dans plusieurs autres Etats : en Virginie, dans les Etats du Sud, en Californie, mais se sent vraiment chez elle à Hawaii. 
A l'école elle était rêveuse, peu attentive avant de réaliser que sa voie était dans les études artistiques. 
Elle a fait ses études au Orange Coast College puis au Saddleback Cnllege Nnrth et fait partie de la fraternité Sigma Chi.
C'est à 23 ans qu'elle apparaît dans les pages de Playboy en tant que Miss Septembre 1983, photographiée par Kerry Morris et Arny Freytag ; le reportage photo est intitulé Portrait of the Artist. L'année suivant, elle est choisie comme Playmate de l'Année ; un article lui est consacré dans le numéro de Juin 1984 dont elle orne aussi la couverture. Parmi les cadeaux qui lui sont offerts figure une automobile Jaguar XJ-S. 
Ses photos figurent dans plusieurs éditions spéciales de Playboy, mais après quelques rôles au cinéma elle suit sa carrière artistique commerciale, ne fréquentant apparemment plus le monde de Playboy.